# جمانة مناع
جُمانة مناع (من مواليد عام 1987م) هي فنانة فلسطينية متعددة التخصصات، تناقش من خلال أعمالها آثار الممارسات الحفظية في مجالات الزراعة والعلوم والقانون. كما تبحث جكانة من خلال أعمالها كيفية صياغة علاقات القوى في إطار العلاقات البشرية، وغالبًا ما تركز على الجسد والطبيعة المادية للأشياء، وعلاقتها بسرديات تأسيس الدول وتاريخ المكان. اشتهرت جمانة بإخراج أفلام حب بريء عام 2017، واليد الخضراء2022، ومادة سحرية تتدفق داخلي. كما أقامت جمانة أول عرض في متحف الفن الحديث بأمريكا.

## الحياة التعليمية
حصلت جُمانة على بكالوريوس الفنون الجميلة من الأكاديمية الوطنية للفنون في أوسلو، وحصلت أيضًا على الماجستير في علم الجماليات والسياسة من معهد كاليفورنيا للفنون.

## الجوائز
شاركت أعمال جُمانة في عدة معارض ومهرجانات، منها المهرجان الدولي للأفلام في بافيكي، ومهرجان الأفلام الدولي في روتردام، ومتحف التيت موديرن في بيانالي مراكش السادس، والجناح النوردي في بيانالي البندقية السابع والخمسين. وعُرض فيلمها مادة سحرية تجري في داخلي لأول مرة في البيرليانالي فوروم عام 2016م، وحصلت على جائزة في إطار مسابقة الأفلام الفنية في مهرجان آفاق جديدة الدولي للأفلام في فروكلاف.